# Idrottsaktiebolag
Ett idrottsaktiebolag är en form av företag i Sverige som är en del av en idrottsförening i form av ett aktiebolag, till skillnad från en ideell förening. Sedan det blev tillåtet att bilda idrottsaktiebolag 1999 och fram till 2011 hade det bildats 25 bolag. En fråga som har engagerat många har varit 51%-regeln, vilken går ut på att en idrottsförening måste ha rösträttsmajoritet, alltså minst 51 procent av rösterna i idrottsaktiebolag. Det har lagts motioner om att ta bort regeln vid Riksidrottsmöten 2007, 2009, 2011 och 2013, men motionerna har röstats ned varje gång.
2012 beslutade polisen att låta idrottsaktiebolag betala en viss ersättning för polisens medverkan vid arrangemang. Beslutet överklagades av AIK, Djurgården och Hammarby IF, men både kammarrätten och tingsrätten ansåg att det inte förelåg några hinder för polisen att kräva ersättning. Rikspolisstyrelsen gick 2013 ut med direktiv till polismyndigheterna i hela landet för att se till att alla polismyndigheter agerar enhetligt. Direktiven slog fast att idrottsaktiebolag, som antas anordna evenemang i vinstsyfte, ska ersätta polisens kostnader, medan ideella idrottsföreningar inte skulle drabbas av någon ersättningsskyldighet då de inte anses ha ett vinstsyfte.